# 黃幸
黃幸（1938年—）是臺灣田徑運動員，屏東東港人，主攻跳遠項目。她進入台灣省立屏東女子中學（現國立屏東女子高級中學）就讀後，接受王淑芳的指導，在跳遠領域嶄露頭角，曾多次獲得台灣省運動會跳遠冠軍，並刷新省運會紀錄，也代表國家參加1958年亞洲運動會田徑女子跳遠比賽，以5.32公尺的成績奪得一枚銅牌。隨後選擇退役並與地方商人結婚，於屏東縣立東港初級中學（現屏東縣立東港高級中學）服務。